# Hieracium coleoides
Hieracium coleoides es una especie de planta con flor del género Hieracium, de la familia Asteraceae, orden Asterales.

## Distribución
Hieracium coleoides se distribuye por Francia y España.

## Taxonomía
Fue descrita científicamente por Arv.-Touv. & Gaut. Fue publicada en Hieracioth. Gall. 20: n.° 1582 (1908).